# Isabelle Eriksson
Isabelle Eriksson, född 28 oktober 1986, är en svensk friidrottare, pickleballspelare och journalist. 
Hon har som häcklöpare tävlat för IFK Lidingö och har vunnit SM-guld i 400 meter häck (år 2011) samt stafett (år 2013). 2021 vann hon SM-guld i den amerikanska racketsporten pickleball i pro-mixed-klassen. 2022 vann hon EM-guld i pro-mixed-klassen i Rota i Spanien.   
Eriksson har varit engagerad i det politiska partiet Medborgerlig samling och blev under slutet 2020 programledare och reporter för mediekanalen Riks. 2022 började Eriksson arbeta som nyhetsreporter för den frihetligt konservativa onlinetidningen Bulletin.  

## Personliga rekord
| Utomhus - 100 meter – 12,60 (Sundsvall 12 augusti 2012) - 200 meter – 25,40 (Stockholm 29 juni 2011) - 200 meter – 25,49 (Sollentuna 28 juni 2011) - 400 meter – 56,11 (Gävle 17 juli 2016) - 400 meter – 57,04 (Huddinge 13 juni 2015) - 400 meter häck – 1:00,32 (Gävle 13 augusti 2011) | Inomhus - 60 meter – 7,98 (Västerås 20 januari 2008) - 60 meter – 8,04 (Sätra 4 januari 2014) - 200 meter – 25,28 (Umeå 15 januari 2012) - 400 meter – 57,54 (Bollnäs 28 februari 2009) - 400 meter – 1:00,39 (Sätra 3 februari 2018) |